# Ecurie Belge
Ecurie Belge — бельгийская команда Формулы-1, созданная пилотом Джонни Клэзом для своего дебюта в автомобильных гонках. В январе 1955 года, в связи с ухудшением состояния здоровья Джонни Клэз объединил свою команду с командой Écurie Francorchamps. Новая команда получила название Écurie Nationale Belge.

## Результаты в гонках Формулы-1
| Легенда к таблице |                                                                    |
| --- | ------------------------------------------------------------------ |
| В таблице перечислены результаты всех Гран-при Формулы-1, в которых принимала участие команда. Строками таблицы являются сезоны, столбцами — этапы чемпионата мира. В каждой клетке указаны сокращённое название этапа и результаты гонщиков команды, дополнительно обозначенные цветом. Расшифровка обозначений и цветов представлена в нижеследующей таблице. |                                                                    |
| \| Пример \| Описание \| \| ------------ \| ------------------------------------------------------------------ \| \| 1 \| Победитель \| \| 2 \| Второе место \| \| 3 \| Третье место \| \| 5 \| Финишировал, заработав очки \| \| Сход \| Не финишировал, но при этом заработал очки \| \| 12 \| Финишировал, не получив очков \| \| НКЛ \| Финишировал, но не попал в финальную классификацию \| \| 15 \| Участвовал вне зачёта, либо по отдельной классификации \| \| 18 \| Не финишировал, но попал в финальную классификацию \| \| Сход \| Не финишировал \| \| НКВ \| Не прошёл квалификацию \| \| НПКВ \| Не прошёл предквалификацию \| \| ДСК \| Дисквалифицирован \| \| ИСК \| Исключён из протокола соревнований \| \| ТТ \| Заявлен для участия только в тренировках \| \| НС \| Участвовал в квалификации, но не стартовал в гонке \| \| Т \| Травмирован или болен \| \| ОТК \| Отказ от участия \| \| НТР \| Прибыл на соревнования, но на трассу не выезжал \| \| НПР \| Был заявлен в числе участников, но не прибыл к началу соревнований \| \| О \| Соревнования отменены \| \| \| Не участвовал \| \| Поул-позиция \| \| \| Быстрый круг \| \| |                                                                    |
| Пример | Описание                                                           |
| 1 | Победитель                                                         |
| 2 | Второе место                                                       |
| 3 | Третье место                                                       |
| 5 | Финишировал, заработав очки                                        |
| Сход | Не финишировал, но при этом заработал очки                         |
| 12 | Финишировал, не получив очков                                      |
| НКЛ | Финишировал, но не попал в финальную классификацию                 |
| 15 | Участвовал вне зачёта, либо по отдельной классификации             |
| 18 | Не финишировал, но попал в финальную классификацию                 |
| Сход | Не финишировал                                                     |
| НКВ | Не прошёл квалификацию                                             |
| НПКВ | Не прошёл предквалификацию                                         |
| ДСК | Дисквалифицирован                                                  |
| ИСК | Исключён из протокола соревнований                                 |
| ТТ | Заявлен для участия только в тренировках                           |
| НС | Участвовал в квалификации, но не стартовал в гонке                 |
| Т | Травмирован или болен                                              |
| ОТК | Отказ от участия                                                   |
| НТР | Прибыл на соревнования, но на трассу не выезжал                    |
| НПР | Был заявлен в числе участников, но не прибыл к началу соревнований |
| О | Соревнования отменены                                              |
| | Не участвовал                                                      |
| Поул-позиция |                                                                    |
| Быстрый круг |                                                                    |

| Год  | Шасси             | Двигатель          | Ш | Пилоты      | 1   | 2   | 3   | 4    | 5   | 6    | 7    | 8    | 9    |
| ---- | ----------------- | ------------------ | - | ----------- | --- | --- | --- | ---- | --- | ---- | ---- | ---- | ---- |
| 1950 | Talbot-Lago T26C  | Talbot L6          | D |             | ВЕЛ | МОН | 500 | ШВА  | БЕЛ | ФРА  | ИТА  |      |      |
| 1950 | Talbot-Lago T26C  | Talbot L6          | D | Джонни Клэз | 11  | 7   |     | 10   | 8   | Сход | Сход |      |      |
| 1951 | Talbot-Lago T26C  | Talbot L6          | D |             | ШВА | 500 | БЕЛ | ФРА  | ВЕЛ | ГЕР  | ИТА  | ИСП  |      |
| 1951 | Talbot-Lago T26C  | Talbot L6          | D | Джонни Клэз | 13  |     | 7   | Сход | 13  | 11   | Сход | Сход |      |
| 1952 | Simca-Gordini T15 | Gordini 1,5 L4     | Е |             | ШВА | 500 | БЕЛ | ФРА  | ВЕЛ | ГЕР  | НИД  | ИТА  |      |
| 1952 | Simca-Gordini T15 | Gordini 1,5 L4     | Е | Джонни Клэз |     |     | 8   |      |     |      |      |      |      |
| 1953 | Connaught A Type  | Lea Francis 2,0 L4 | Е |             | АРГ | 500 | НИД | БЕЛ  | ФРА | ВЕЛ  | ГЕР  | ШВА  | ИТА  |
| 1953 | Connaught A Type  | Lea Francis 2,0 L4 | Е | Джонни Клэз |     |     | НКЛ |      | 12  |      | Сход |      | Сход |